# Lijst van gemeentelijke monumenten in Geldrop-Mierlo
De gemeente Geldrop-Mierlo kent 70 gemeentelijke monumenten. Hieronder een overzicht.

## Geldrop
De plaats Geldrop kent 33 gemeentelijke monumenten, zie de lijst van gemeentelijke monumenten in Geldrop.

## Mierlo
De plaats Mierlo kent 37 gemeentelijke monumenten, zie de lijst van gemeentelijke monumenten in Mierlo.